# 亚历山大·萨赫斯

亚历山大·萨赫斯，1936年

亚历山大·萨赫斯（英語：Alexander Sachs，1893年8月1日—1973年6月23日）是美国经济学家、银行家。1939年十月他向时任美国总统的罗斯福递交了爱因斯坦-希德拉信，建议开展核裂变相关研究以制造核武器，以防万一当时的纳粹德国也在进行类似的研究。该次会面促成了美国的曼哈顿计划。